# جاسونية
جاسونِيَة هو جنس من كاسيات البذور في الفصيلة النجمية.